# El Marsa (Skikda)
El Marsa (em árabe: المرسى) é uma comuna localizada na província de Skikda, Argélia. De acordo com o censo de 2008, a população total da cidade era de 5 995 habitantes.